# キャディ・マクレイン
キャディ・マクレイン（Cady McClain、1969年10月13日 - ）は、アメリカ合衆国の女優。

## 出演作品
- ファミリー
- ザ・ヤング・アンド・ザ・レストレス
- LAW & ORDER:性犯罪特捜班
- アズ・ザ・ワールド・ターンズ
- オール・マイ・チルドレン